# Heinrich Eduard Linde-Walther

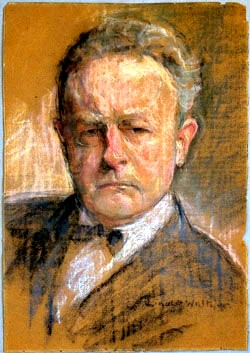
Heinrich Eduard Linde-Walther: Selbstportrait, ca. 1915

Heinrich Eduard Linde-Walther (* 16. August 1868 in Lübeck; † 23. Mai 1939 in Travemünde, eigentlich Walther Heinrich Eduard Linde) war ein deutscher Maler und Illustrator.

## Leben

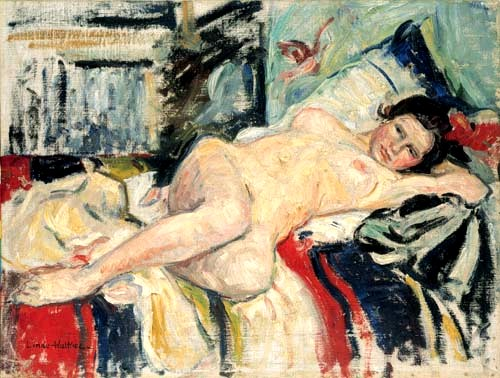
Liegender Akt (1910)

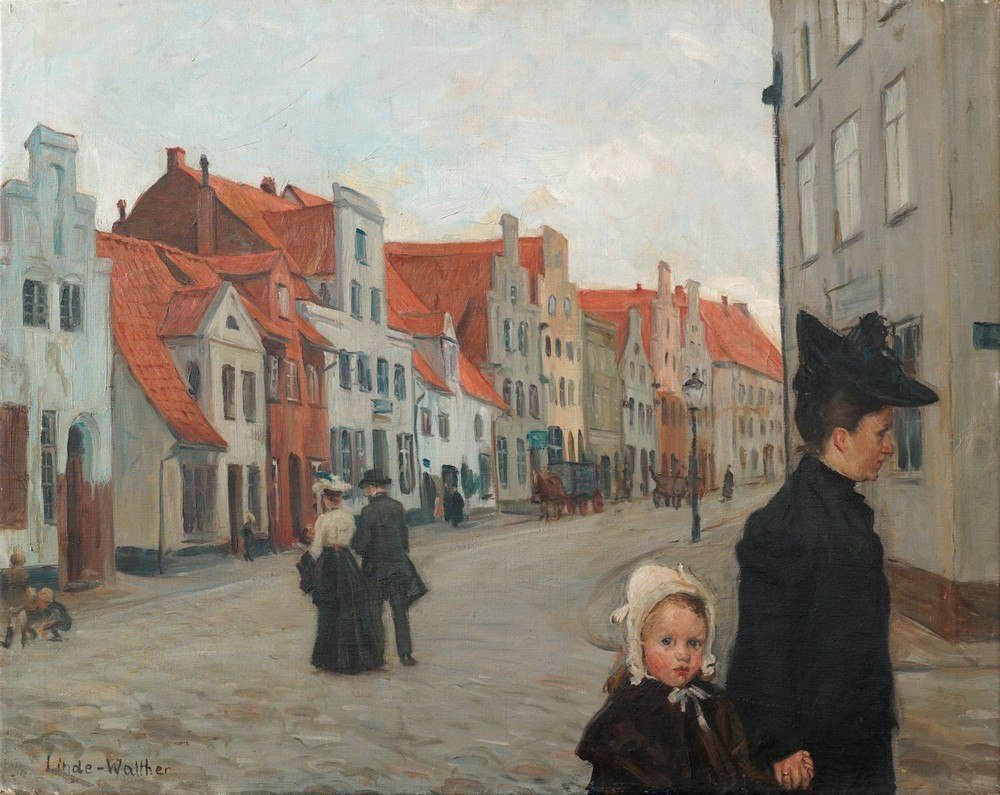
Hartengrube, ca. 1903

Porträt des Schauspielers Ernst Albert, 1927

Walther Linde wuchs in Lübeck als Sohn des Apothekers und angesehenen Lübecker Photographen Hermann Linde auf. Seine Brüder waren der Augenarzt und Kunstsammler Max Linde und der Maler Hermann Linde. Ersten Zeichenunterricht erhielt er von seinem Großvater Christian Peter Wilhelm Stolle.
Linde wurde Schüler der Abteilung für Photographie der Graphischen Lehr- und Versuchsanstalt in Wien. Von 1887 bis 1889 war er als Fotograf und Kolorist bei Ignaz Heimann in Kairo tätig. Von 1891 bis 1894 studierte er an der Münchener Akademie bei Gabriel von Hackl und Paul Hoecker, von 1895 bis 1898 in Paris an der Académie Julian. Anschließend reiste er nach Schweden, in die Niederlande und nach Spanien.
Seit 1900 lebte er in Berlin, wurde 1902 Mitglied der Berliner Secession und später auch Mitglied im Deutschen Künstlerbund. 1905 folgte eine weitere Spanienreise. Bis 1914 hielt er sich jährlich in Paris und in der Normandie auf. 1919 und 1928 hatte er Einzelausstellungen in Lübeck. Sein Grab befindet sich auf dem Friedhof Grunewald-Forst.
Bekanntheit erlangte der Künstler vor allem durch Landschaftsbilder und Stillleben, ferner durch zahlreiche Kinderportraits, die häufig im Kundenauftrag entstanden und daher meist in Privatbesitz verblieben sind.
Linde-Walther war auch als Buchillustrator tätig, etwa für die vor allem für Kinder gedachten Bücher der A. Molling & Comp.

## Werke
- Dideldumdei. 16 farbige Bilder von Linde-Walther. Mit Versen von L. Linde. Hannover: A. Molling & Comp. 1921
- Joachim Christian Kirchner: Vier Steinzeichnungen. Berlin: Selbstverlag des Vereins 1926 (Weihnachtsgabe für den Verein der Freunde von Joachim Christian Kirchner)
- Plattdeutsche Spruchweisheiten. Vorwort von Alfred Richard Meyer. Wolfshagen-Scharbeutz (Lübecker Bucht): Westphal 1955

### Illustrationen
- Paul Otto: Negen un vertig ole Sprekwörd for use Soldaten un Mariners. 3. Aufl. [Privatdr.] Berlin: Görlitz 1916 (Erasmusdruck; 6)
- Johannes Gillhoff: Jürnjakob Swehn, der Amerikafahrer. Mit Zeichnungen von H. E. Linde-Walther. 131.–135. Tsd., Berlin: Tägliche Rundschau 1921
- John Brinckman: Fastelabendspredigt för Johann, de nah Amerika fuhrt will. Mit einer Steinzeichnung von Linde-Walther. Von Paul Otto veranstalteter Privatdruck 1921 (Erasmusdruck; 7)

### Museumsbesitz
- Behnhaus in Lübeck
- Berliner Nationalgalerie